# 张济民 (1920年)
张济民（1920年—)，男，浙江镇海（今宁波市镇海区贵驷王家桥村）人，美籍华人实业家。

## 生平

### 日本
1936年，年仅十六岁，张济民远赴日本创业，当时身边带了二十瓮榨菜。他在日本创立了“日独”药品株式会社。一开始企业的员工只有三人，后来发展到超千人的规模。企业资本则由原来的三万美元激增到三千万美元，一举成为日本当地最大的外资企业。

### 美国
1973年，张济民毅然决定飞越太平洋，到美国二度创业。他在旧金山成立“西湖”投资开发公司，商业上的经营运作成功使他获得“湾区首富”、“加州地产大王”之称。
曾出任美国华商总会第一任会长和新中国教育基金会的第一任会长。张济民为促上海与旧金山结成友好城市亦发挥了很大作用。
曾创办美国“华声电视”，宣传报道中国的情况。

### 中国
较早便参与投资中国西部的开发建设。20世纪90年代初至今，投资了内蒙古包头市。

## 著作
- 《我的经营观》，戴光宗编译，经济管理出版社出版，ISBN 7801180844。另有人民文学出版社出版的版本。
- 《我的漂流日志》